# Tarnopol (gmina)
Tarnopol (w 1954 Lewkowo Stare) – dawna gmina wiejska istniejąca do 1939 roku w woj. białostockim. Nazwa gminy pochodzi od wsi Tarnopol, jednak siedzibą gminy była Łuka (wieś zlikwidowana w 1986 roku).
W okresie międzywojennym gmina Tarnopol należała do powiatu wołkowyskiego w woj. białostockim.
30 grudnia 1922 roku do gminy Tarnopol przyłączono część obszaru gminy Jałówka:
- gromadę Bołtryki – wsie Bołtryki i Rudnia,
- gromadę Bondary – wsie Bondary, Garbary i Rybaki,
- gromadę Tanica – wsie Bagniuki, Tanica Dolna i Tanica Górna[3].

16 października 1933 gminę Tarnopol podzielono na 16 gromad: Bołtryki, Bondary, Eliaszuki, Grodzisk, Leśna, Lewkowo Nowe, Lewkowo Stare, Łuka, Mikłaszewo, Nowiny, Odnoga, Planta, Siemianówka, Suszcza, Tanica i Tarnopol.
Gmina Tarnopol (wraz z gminą Jałówka) była położona w charakterystycznym zachodnim „ogonie” powiatu wołkowyskiego. Położenie to sprawiło, że po wojnie cały jej obszar (a także prawie cała gmina Jałówka oraz osada Rękaw z gminy Świsłocz) pozostał przy Polsce, podczas gdy pozostałe gminy powiatu wołkowyskiego weszły w struktury administracyjne Związku Radzieckiego (obecnie na Białorusi). Mimo to, nie zdecydowano się na odtworzenie gminy Tarnopol w 1944 roku, a jej obszar (łącznie 25 miejscowości) włączono:
- do gminy Michałowo w powiecie białostockim – gromady Bołtryki, Bondary, Odnoga, Suszcza i Tanica;
- do nowo utworzonej gminy Narewka w powiecie bielskim – gromady Eliaszuki, Grodzisk, Leśna, Lewkowo Nowe, Lewkowo Stare, Łuka, Mikłaszewo, Nowiny[7], Planta, Siemianówka i Tarnopol.

1 stycznia 1954 roku z gminy Narewka wydorębniono terytorialny odpowiednik dawnej gminy Tarnopol w postaci gminy Lewkowo Stare z siedzibą w Lewkowie Starym. Jednostka ta przetrwała zaledwie 9 miesięcy; została zniesiona wraz reformą likwidującą gminy i wprowadzającą gromady z dniem 29 września 1954 roku.

## Demografia
Według Pierwszego Powszechnego Spisu Ludności z 1921 roku gmina Tarnopol liczyła 38 wsi, kolonii i małych osad. Zamieszkiwało ją 3305 osób (1701 kobiet i 1604 mężczyzn). Większość mieszkańców gminy w liczbie 2562 osób zadeklarowała narodowość białoruską (78% ogółu mieszkańców gminy). Pozostali podali kolejno następujące narodowości: polską (739 osób) i żydowską (4 osoby). Pod względem wyznaniowym dominowali prawosławni (2940 osób; 89% wszystkich mieszkańców); pozostali zadeklarowali kolejno wyznania: rzymskokatolickie (346 osób) i mojżeszowe (46 osób).